# Гедда Габлер

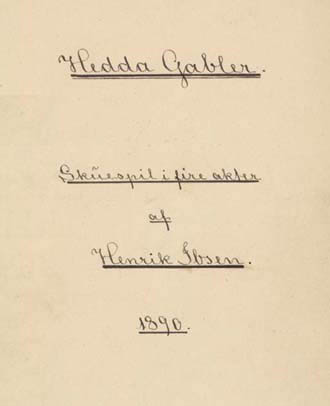

«Ге́дда Га́блер» — пьеса Генрика Ибсена, которая была впервые поставлена в 1891 году в Мюнхене. Первые зрители не оценили пьесу, но с годами она стала восприниматься как один из столпов мирового театра. Главную героиню играли Элеонора Дузе, Луиза Дюмон, Вера Комиссаржевская, Алла Назимова, Ингрид Бергман, Эва Ле Гальенн и многие другие выдающиеся актрисы. В 1975 году за роль Гедды на «Оскар» номинировалась англичанка Гленда Джексон. Левборга в этом фильме сыграл Патрик Стюарт. В России «Гедда Габлер» была впервые сыграна французской труппой петербургского Михайловского театра 21 марта 1892 г.

## Действующие лица

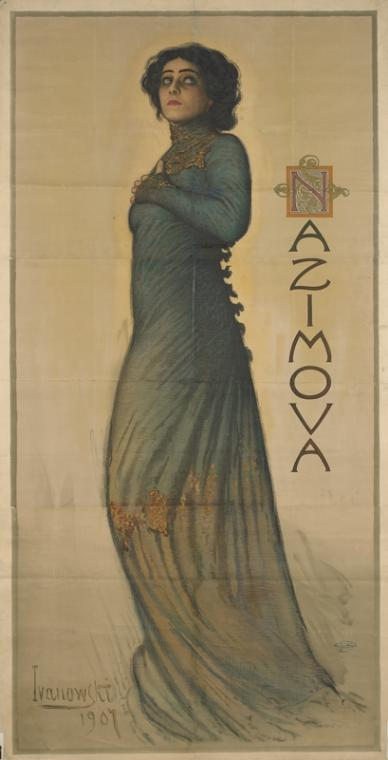
Алла Назимова в роли Гедды Габлер

- Йорган Тесман — аспирант по кафедре истории культуры.
- Фру Гедда Тесман — его жена, в девичестве Габлер.
- Фрекен Юлиане — его тетка.
- Фру Tea Эльвстед — в девичестве Рюсинг.
- Асессор Бракк — судья, старый знакомый генерала Габлера
- Эйлерт Левборг — однокурсник Тесмана.
- Берта — служанка в доме Тесмана.

## Сюжет
Гедда Габлер, прежде всего, дочь своего отца, генерала Габлера, который, по-видимому, в отличие от всех прочих окружающих её мужчин, был незаурядным человеком. Она бы хотела стать такой, как он. Но женская несвобода мешает ей: не только в широком социальном контексте — сфере, куда её бессознательно тянет, но и в частном, личном. Гедда могла бы выбрать своим девизом — «Не тронь меня». Она из тех, кому органически отвратительно не только физическое, но и душевное человеческое «прикосновение», даже если речь идёт о мужчине, в которого, как ей самой кажется, она влюблена . Этот человек — Эйлерт Левборг, ныне успешный автор. Все земное для неё пошло и уродливо. Ей необходима красота. Она ищет героя, которого, конечно, нет в уютно-мещанском мире её окружения. Став женой Тесмана, она попадает в ловушку ситуации семейной жизни — родственники, гостевания, возможная беременность. Но жизненное амплуа Гедды — трагическая героиня. Во всяком случае, её ненависть к агрессивно-вещному миру — трагедийных, античных масштабов. Она и поступает, как одна из классических античных героинь — Медея. Гедда Габблер кончает жизнь самоубийством, убивает не только себя, но и нерождённого ребёнка. Это месть миру мужчин, сконцентрированному в Тесмане, который совсем не Язон, но месть ему так же страшна — умерщвление его потомка. Но Гедда ещё убивает и «дитя» Левборга — уничтожает его рукопись, созданную с другой женщиной, ненавистной Tea. Сам Левборг для неё недоступен. Поэтому один из пары пистолетов (деталь, по-чеховски неотвратимо сопровождающая Гедду Габлер до конца пьесы) предназначен Левборгу для самоубийства, на которое тот не пошёл и погиб лишь случайно. Гедда Габлер — разрушительница не только мужского мира. Подлинные женщины, такие, как Tea с её пугливой женственностью, пушистыми кудрявыми волосами, отвратительны ей почти физически. В себе самой ей тоже невыносима женщина. Её она и убивает, использовав второй пистолет.

## Постановки
- 1891 — Национальный театр Кристиании / ныне Christiania Teater (Норвегия, 26 февраля 1891 года)
- 1892 — В России «Гедда Габлер» была впервые сыграна французской труппой петербургского Михайловского театра 21 марта 1892 г.
- 1899 — МХТ (режиссёр — В. И. Немирович-Данченко), Гедда — Мария Андреева
- 1902 — Manhattan Theatre (Broadway production), Гедда — Минни Маддерн Фиск[англ.] / Minnie Maddern Fiske
- 1906 — Театр на Офицерской (режиссёр — В. Э. Мейерхольд), Гедда — Вера Комиссаржевская *
- 1970 — National Theatre/Cambridge Theatre (режиссёр — Ингмар Бергман), Гедда — Мэгги Смит / Maggie Smith *
- 1983 — Театр Моссовета (Кама Гинкас), Гедда — з.а. Наталья Тенякова
- 2001 — Сатирикон (режиссёр — Нина Чусова), Гедда — Наталия Вдовина *
- 2001 — Киевский академический Молодой театр режиссёр —  Станислав Моисеев), Гедда - Лидия Вовкун  *
- 2003 — Théâtre Marigny / Париж (реж. Роман Полански), Гедда — Эмманюэль Сенье *
- 2004 — Мастерская Петра Фоменко (режиссёр — Миндаугас Карбаускис), Гедда — Наталия Курдюбова *
- 2004 — Sydney Theatre Company production (режиссёр — Робин Невин /), Гедда — Кейт Бланшетт / Cate Blanchett []
- 2005 — Almedia Theatre, London (режиссёр — Ричард Айр / Richard Eyre), Гедда — Ив Бест / Eve Best, Левборг — Бенедикт Кембербэтч / Benedict Cumberbatch *
- 2005 — Центр им. Вс. Мейерхольда (режиссёр — Ирина Керученко), Гедда — Елена Лямина *
- 2005 — Schaubühne (режиссёр — Томас Остермайер / Thomas Ostermeier), Гедда — Катарина Шуттлер / Katharina Schüttler *
- 2006 — Театр им. Ленсовета (режиссёр — Владислав Пази), Гедда — Елена Комиссаренко *
- 2007 — Воронежский Камерный театр (режиссёр — Михаил Бычков), Гедда — Елена Лукиных *
- 2010 — Theatre Royal (режиссёр — Эдриан Ноубл / Adrian Noble), Гедда — Розамунд Пайк / Rosamund Pike *
- 2011 — Александринский театр (режиссёр — К. М. Гинкас), Гедда — Мария Луговая *
- 2012 — Royal and Derngate Theatre, Гедда — Эмма Хамильтон / Emma Hamilton *
- 2012 — Old Vic, London (режиссёр —), Гедда — Шеридан Смит / Sheridan Smith, перевод — Брайан Фрил / Brian Friel *
- 2012 — Community Theatre (режиссёр — Douglas Sutherland-Bruce), Гедда — Оливия Дэрби / Olivia Darby *
- 2012 — Красный Факел (режиссёр — Тимофей Кулябин), Гедда — Дарья Емельянова *
- 2012 — The Mad Cow Theatre (режиссёр — Эрик Зивот / Erik Zivot), Гедда — Мелани Уиппл / Melanie Whipple *
- 2013 — Театр на Таганке (режиссёр — Гульнара Галавинская), Гедда — Ирина Линдт *
- 2014 — Marie and Edward Matthews ’53 Acting Studio (режиссёр — Шон Дрохан / Sean Drohan) *
- 2014 — Псковский академический театр драмы имени А. С. Пушкина (режиссёр — Виктория Луговая), Гедда — Мария Петрук *
- 2015 — CFCC Drama Production (режиссёр — Джессика Гефни / Jessica Gaffney) *
- 2015 —  Днепровский национальный украинский музыкально-драматический театр имени Т. Г. Шевченко (режиссёр — Диана Штайн), Гедда - Наталья Тафи  *
- 2016 — Краснодарский молодёжный театр (режиссёр — Константин Демидов), Гедда — з.а. Людмила Дорошева *
- 2017 — Национальный театр (режиссёр — Иво ван Хове / Ivo van Hove), Гедда — Рут Уилсон / Ruth Wilson *
- 2018 — Московский драматический театр имени А. С. Пушкина (режиссёр — Анатолий Шульев), Гедда — Александра Урсуляк *
- 2020 — Театр драмы и комедии «Наш Дом», г. Озёрск (режиссёр — Дмитрий Лимбос), Гедда — Ксения Зимбель *

## Фильмография
- Hedda Gabler (1917), немой фильм, США1
- Hedda Gabler (1920), немой фильм, Италия 2
- Hedda Gabler (1925), немой фильм, Германия, Гедда — Аста Нильсен3
- Hedda Gabler (1957), телеспектакль, Великобритания[4]
- Hedda Gabler (1961), х/ф, Югославия[5]
- Hedda Gabler (1961), телефильм, Австралия
- Hedda Gabler (1963), телефильм, Германия, Гедда — Рут Льюверик[6]
- Hedda Gabler (1963), телефильм, США, Гедда — Ингрид Бергман[7]
- Hedda Gabler (1963), телефильм, Великобритания (BBC)
- Hedda Gabler (1972), телефильм, Великобритания[8]
- Hedda Gabler (1975), х/ф, Норвегия
- Hedda (1975), х/ф, Великобритания, Гедда — Гленда Джексон[9]
- Hedda Gabler (1978), х/ф, Бельгия [10]
- Hedda Gabler (1979), х/ф, Италия [11]
- Hedda Gabler (1980), телефильм, Гедда — Диана Ригг[12]
- Hedda Gabler (1981), х/ф, Великобритания
- Hedda Gabler (1984), х/ф, Бельгия
- Hedda Gabler (1993), х/ф, Швеция
- Hedda Gabler (1993), телеспектакль Национального театра, Гедда — Фиона Шоу[13]
- Hedda Gabler (2004), х/ф, США [14]
- Hedda Gabler (2014), х/ф, Гедда — Рита Рамиани[15]
- Hedda Gabler (2016), х/ф, Норвегия
- Hedda Gabler (2017), х/ф, Великобритания, Гедда — Рут Уилсон, Левборга играет чернокожий актёр Чукуди Ивуджи